# Доргали
Дорга̀ли (на италиански: Dorgali; на сардински: Durgàli, Дургали) е градче и община в Южна Италия, провинция Нуоро, автономен регион и остров Сардиния. Разположено е на 387 m надморска височина. Населението на общината е 8606 души (към 2012 г.).